# Fords Fall
Der Fords Fall ist ein Wasserfall im Mount-Aspiring-Nationalpark in der Region Otago auf der Südinsel Neuseelands. In den Neuseeländischen Alpen liegt er am Westrand der Richardson Mountains im Lauf des Arthurs Creek, der hinter dem Wasserfall in westlicher Fließrichtung in den Rees River mündet. Seine Fallhöhe beträgt 10 Meter.
Der Wasserfall erschließt sich zu Beginn der vier- bis fünftägigen Wanderung über den Rees-Dart Track, dessen Startpunkt nördlich von Glenorchy liegt.